# Zinaida Portnová
Zinaida Martynovna Portnová, většinou známá jako Zina Portnová (20. února 1926 Petrohrad – 15. ledna 1944 Polock), byla ruská teenagerka, sovětská partyzánka a hrdina Sovětského svazu. Proslavila tím, že zabila více než 100 nacistů jedem. Později byla zrazena a zajata, následně údajně zastřelena nacisty.